# Thysanotus multiflorus
Thysanotus multiflorus là một loài thực vật có hoa trong họ Măng tây. Loài này được R.Br. miêu tả khoa học đầu tiên năm 1810.